# Zahirne, Starokosteantîniv
Zahirne (în ucraineană Загірне) este un sat în comuna Bahlaii din raionul Starokosteantîniv, regiunea Hmelnîțkîi, Ucraina.

## Demografie
Componența lingvistică a localității Zahirne
     Ucraineană (100%)
Conform recensământului din 2001, toată populația localității Zahirne era vorbitoare de ucraineană (100%).